# دونگا رچیتسا
دونگا رچیتسا (به صربی: Donja Rečica) یک منطقهٔ مسکونی در صربستان است که در پروکوپلیه واقع شده‌است. دونگا رچیتسا ۳۹۴ نفر جمعیت دارد.